# Besturn X80

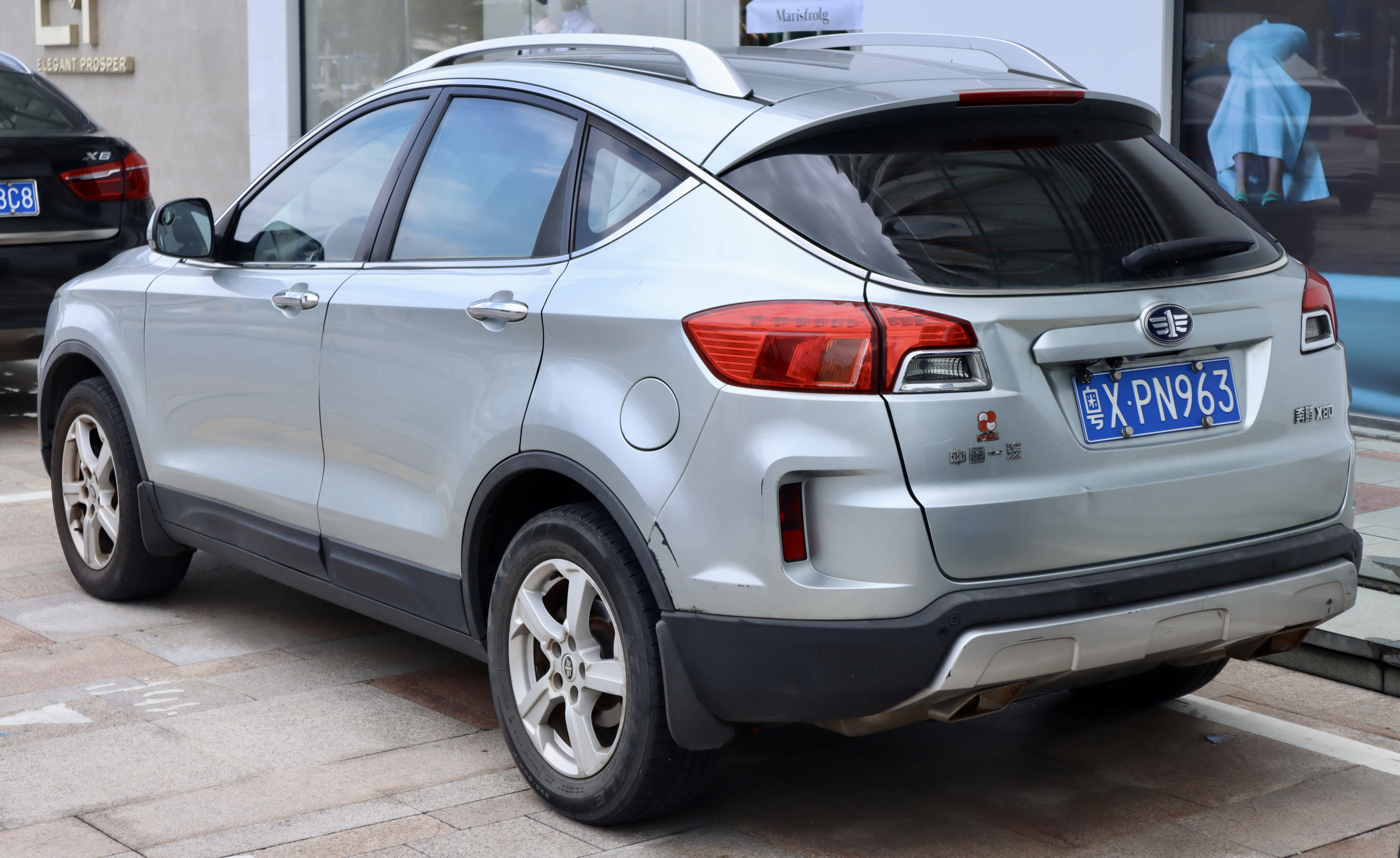
Heckansicht

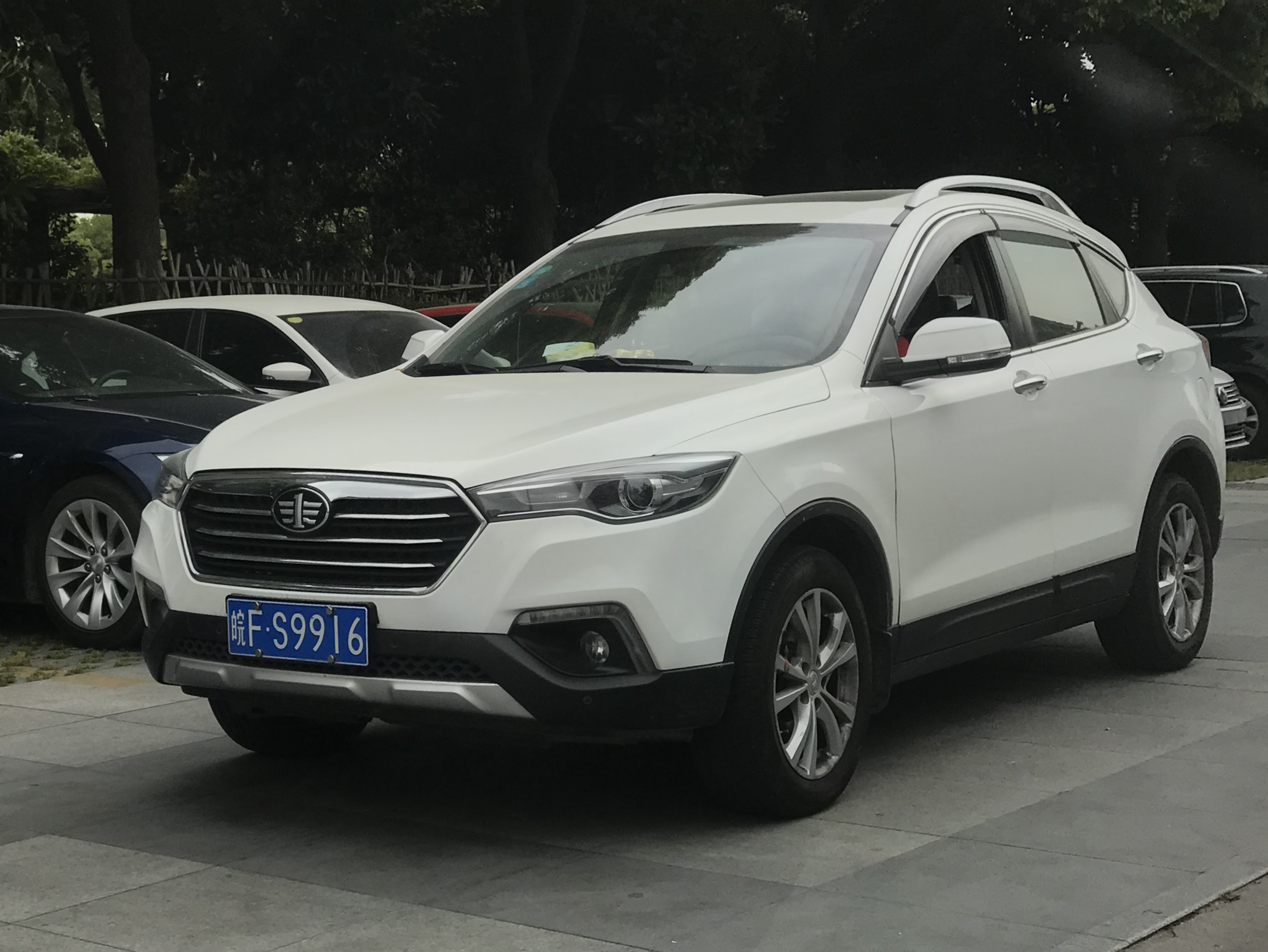
Besturn X80 (2016–2020)

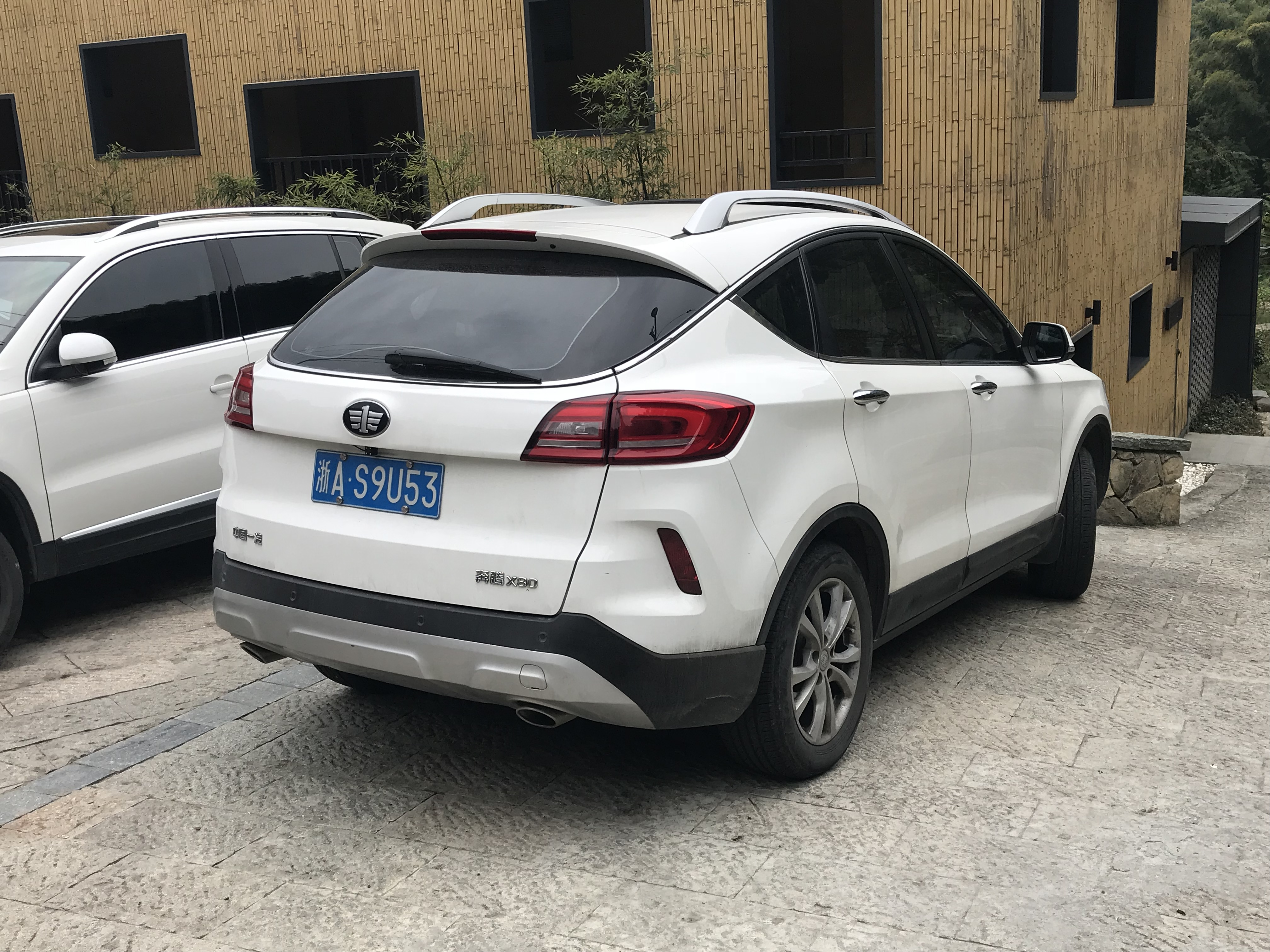
Heckansicht

Der Besturn X80 ist ein SUV der chinesischen Automarke Besturn.

## Geschichte
2011 wurde auf Shanghai Auto Show mit dem Besturn X Concept ein erstes Konzeptfahrzeug, das der Gestaltung des X80 ähnelt, präsentiert. Auf der Shanghai Auto Show 2013 feierte das Serienfahrzeug seine Weltpremiere, am 16. Mai 2013 kam es in China zu den Händlern. Am 23. September 2016 wurde auf einer Pressekonferenz in Yinchuan, im Autonomen Gebiet Ningxia eine Modellpflege für das Fahrzeug vorgestellt. Zwischen 2017 und 2018 wurde es auch von Avtotor aus Knocked-Down-Bausätzen in und für Russland gebaut.

## X80 Sport
Im September 2014 kam der X80 Sport auf den chinesischen Markt. Dieser ist an einem roten Streifen im Grill, getönten Scheiben und roten Bremssätteln erkennbar. Angetrieben wird er vom aus dem B70 und B90 bekannten, aufgeladenen 1,8-Liter-Ottomotor mit einer maximalen Leistung von 137 kW (186 PS). Als Getriebe kommt ein 6-Gang-Automatikgetriebe zum Einsatz.

## Technische Daten
Zum Marktstart wurde der Wagen ausschließlich von einem 2,0-Liter-Ottomotor mit Saugrohreinspritzung und einer maximalen Leistung von 108 kW (147 PS) angetrieben. Dieser Motor ist wahlweise mit einem 6-Gang-Schaltgetriebe oder einem 6-Gang-Automatikgetriebe verfügbar. Für das Fahrzeug war bis 2014 auch ein 2,3-Liter-Ottomotor mit einer maximalen Leistung von 118 kW (160 PS) erhältlich.
|                                            | 2.0                               | 2.3                       | 1.8T                        | 1.8T                        |
| ------------------------------------------ | --------------------------------- | ------------------------- | --------------------------- | --------------------------- |
| Bauzeitraum                                | 05/2013–07/2020                   | 05/2013–09/2014           | 09/2014–09/2016             | 09/2016–07/2020             |
| Motorkenndaten                             |                                   |                           |                             |                             |
| Motorart                                   | Ottomotor                         | Ottomotor                 | Ottomotor                   | Ottomotor                   |
| Motorbauart                                | Reihen-Vierzylinder-Motor         | Reihen-Vierzylinder-Motor | Reihen-Vierzylinder-Motor   | Reihen-Vierzylinder-Motor   |
| Gemischaufbereitung                        | Saugrohreinspritzung              | Saugrohreinspritzung      | Saugrohreinspritzung        |                             |
| Motoraufladung                             | −                                 | −                         | Turbolader                  | Turbolader                  |
| Hubraum                                    | 1999 cm³                          | 2259 cm³                  | 1796 cm³                    | 1796 cm³                    |
| max. Leistung bei min−1                    | 108 kW (147 PS) / 5500            | 118 kW (160 PS) / 6500    | 132 kW (179 PS) / 6000–6500 | 137 kW (186 PS) / 5500–6000 |
| max. Drehmoment bei min−1                  | 184 Nm / 4000                     | 207 Nm / 4000             | 235 Nm / 2000–4500          | 235 Nm / 2000–4500          |
| Kraftübertragung                           |                                   |                           |                             |                             |
| Antrieb, serienmäßig                       | Vorderradantrieb                  | Vorderradantrieb          | Vorderradantrieb            | Vorderradantrieb            |
| Getriebe, serienmäßig                      | 6-Gang-Schaltgetriebe             | 6-Gang-Automatikgetriebe  | 6-Gang-Automatikgetriebe    | 6-Gang-Automatikgetriebe    |
| Getriebe, optional                         | [6-Gang-Automatikgetriebe]        | –                         | –                           | –                           |
| Messwerte                                  |                                   |                           |                             |                             |
| Höchstgeschwindigkeit                      | 185 km/h [180 km/h]               | 190 km/h                  | 198 km/h                    | 198 km/h                    |
| Beschleunigung, 0–100 km/h                 | 12,2 s [15,7 s]                   | k. A.                     | 10,9 s                      | k. A.                       |
| Leergewicht                                | 1500 kg [1545 kg]                 | 1570 kg                   | 1610 kg                     | 1610 kg                     |
| Kraftstoffverbrauch auf 100 km, kombiniert | 7,6–8,2 l Super [8,1–8,6 l Super] | 9,1 l Super               | 9,6 l Super                 | 8,1 l Super                 |

Werte in eckigen Klammern gelten für Modelle mit optionalem Getriebe